# NGC 2563
NGC 2563 é uma galáxia lenticular (S0) localizada na direcção da constelação de Cancer. Possui uma declinação de +21° 04' 05" e uma ascensão recta de 8 horas, 20 minutos e 35,7 segundos.
A galáxia NGC 2563 foi descoberta em 13 de Fevereiro de 1787 por William Herschel.